# Volksmuziek van A tot Z

## A
Accordeon -
Accordeonist -
Akkoord -
A-Klarinet -
Altsaxofoon -
Altviool -
Arrangeur -

## B
Bachata -
Balkan -
Bambuco -
Bağlama -
Banjo -
Balalaika -
Bas -
Batuque (Kaapverdië) -
Bes-klarinet -
Blaasinstrumenten -
Bladmuziek -
Blokfluit -
Blues -
Bluegrass -
Bodhrán -
Boventoon -
Bouzouki -
Bratch -
Bulgaarse volksmuziek -
Bourdon -

## C
Cante alentejano - Cello -
C Klarinet -
Chanson -
Charango - Choro -
Cimbalom -
Claves -
C-Trompet -
Coladeira -
Concertina -
Contrabas -
Country & Western -
Cumbia

## D
Dans -
Davul -
Dirigent -
Dissonantie -
Doedelzak -
Dwarsfluit -
Draailier -
Dynamiek -

## E
Es-Klarinet -

## F
Fado -
Fluit -
Flute -
Fiddle -
Folk -
Flamenco - 
Funaná -

## G
Genre -
Geschiedenis van de muzieknotatie -
Gdulka -
Gitaar -
Gitarron -
G-klarinet -
Grammofoonplaat -

## H
Harmonieleer -
Hongaarse volksmuziek -

## I
Ierse folk -
Instrument -
Instrumentale muziek -
Interval -
Italiaanse muziektermen -

## K
Kaapverdische muziek -
Kaval -
Klezmer -
Koor -
Knopaccordeon -
Kontra -
Kruis -
Kujawiak -
krakowiak -

## L
Langspeelplaat -

## M
Majorette -
Mariachi -
Maatsoort -
Majeur -
Mandoline -
Mandola -
Marimba -
Mazurka -
Melodeon -
Melodie -
Mineur -
Modulatie -
Mol -
Mordent -
Morna -
Musicologie -
Muze -
Muziek -
Muziekinstrument -
Muziekinstrumentenlijst -
Muzieknotatie -
Muziekstijlen -
Muziektheorie -
Muzikant -

## N
Notatie -
Notenbalk -

## O
Octaaf -
Orkest -

## P
Pajdoesjko -
Panfluit -
Percussie -
Piano -
Pizzicato -
polonez -
polka -
Pools -

## R
Reggae -
Refrein -

## S
Saz -
Salsamuziek -
Samba -
Schlager -
Sefardische muziek -
Sevdah -
Smartlap -
Septiemakkoord -
Slagwerk -
Son -
Squeeze-box -
Stemming -
Stijl -
Strijkinstrument -
Syncope -

## T
Tango -
Tambura -
Tapan -
Tempo -
Terts -
Tinwhistle -
Toetsinstrument -
Toonladder -
Transponeren -
Trekzak -
Tremolo -
Triangel -
Trombone -
Trompet -
Tuba -

## U
Uilleann pipes -

## V
Vals -
Versieringsteken -
Vibrafoon -
Viool -
Volksmuziek -
Volksdans -
Voorslag -

## W
Wereldmuziek -

## X
Xylofoon -

## Z
Zappa -
Zangkunst -
Zigeuner -
Zink -